# Maurinho (político)
Maurinho Martins Machado (Canaã, 10 de julho de 1959), mais conhecido por Maurinho, é um político brasileiro, ex-prefeito do município de Canaã, no interior do estado de Minas Gerais.

## Biografia e vida política
Maurinho Martins Machado nasceu no município brasileiro de Canaã, na Zona da Mata mineira, em 10 de julho de 1959, sendo filho de José Evaristo Machado e Maria Martins Machado e é casado com Ione Baião de Castro Machado. É irmão de Pedro José Machado, que foi prefeito da cidade de São Miguel do Anta entre 1989 e 1992 e 1997 a 2000.
Em 1992, se elegeu como chefe do Poder Executivo em Canaã pelo PFL, sendo eleito com 2 024 votos (65,19% dos votos válidos) nas eleições daquele ano, tendo como vice José Daniel de Assis, também do PFL. Nas eleições de 2000, novamente se elegeu com 1 730 votos (54,37% dos eleitores), tendo como vice Geraldo Lopes Moreira, sendo ambos do PFL. Nas eleições de 2004, tentou a reeleição, mas foi derrotado com 1 471 votos (47,31% dos votos válidos) para Laudelino Jorge Rodrigues, do PSDB.

## Desempenho em eleições
| Partido | Partido | Candidato  | Votos | Votos (%) |
| ------- | ------- | ---------- | ----- | --------- |
|         | PFL     | Maurinho   | 2 024 | 65,19%    |
|         | PMDB    | Zico Salia | 1 081 | 34,81%    |
| Totais  | Totais  | Totais     | 3 105 |           |

| Partido | Partido | Candidato | Votos | Votos (%) |
| ------- | ------- | --------- | ----- | --------- |
|         | PFL     | Maurinho  | 1 730 | 54,37%    |
|         | PSDB    | Laudelino | 1 452 | 45,63%    |
| Totais  | Totais  | Totais    | 3 182 |           |

| Partido | Partido | Candidato | Votos | Votos (%) |
| ------- | ------- | --------- | ----- | --------- |
|         | PSDB    | Laudelino | 1 638 | 52,69%    |
|         | PFL     | Maurinho  | 1 471 | 47,31%    |
| Totais  | Totais  | Totais    | 3 109 |           |